# ГП-25
ГП-25 «Костьор» (рос. ГП-25 «Костёр» (Вогнище) (Індекс ГРАУ — 6 Г15) — однозарядний 40-мм підствольний гранатомет, призначений для використання в комплекті з автоматами АКМ, АК-74. Належить до дульнозарядних нарізних систем, використовується для ураження живої сили супротивника і неброньованої техніки.

## Система
Гранатомет ГП-25 конструктивно складається з трьох частин:
- сталевого ствола з кронштейном та прицілом,
- казенника
- ударно-спускового механізму, зібраного в окремому корпусі.

Для перенесення в похідному положенні гранатомет розбирається на дві частини: одну становить ствол, іншу — зібрані разом казенник і корпус ударно-спускового механізму. Ствол має довжину 205 мм (близько 5 калібрів гранатомета), в його каналі зроблено 12 гвинтових нарізів правого обертання.
Для зручності стрільби, до корпусу ударно-спускового механізму кріпиться пластикова порожнисте пістолетне руків'я. Прицільні пристосування розраховані на стрільбу прямим або напівпрямим наведенням. Вони встановлені на лівій стінці кронштейна, тут же нанесено дистанційну шкалу у вигляді дуги з поділками. Для прямого наведення слугують відкидний цілик і рухома мушка. При встановленні прицілу на дальність особливий кулачок зміщує корпус мушки убік: таким чином вводиться поправка на деривацію гранати. Напівпряме наведення здійснюється: у напрямку — за допомогою цілика і мушки, за дальністю — за допомогою дистанційної шкали і схила, підвішеного на осі прицілу (метод «квадранта»). Напівпряме наведення проводиться при навісній стрільбі.
Максимальна прицільна дальність як прямої, так і навісної стрільби становить 400 м, мінімальна дальність навісної стрільби — 150—200 м. На дальності 400 м середні відхилення точок влучення гранат становлять: за дальністю — 6,6 м, по фронту — 3 м.

## ГП-30
В 1989 році на озброєння був прийнятий вдосконалений гранатомет ГП-30, має меншу масу і простішу конструкцію.

## Бойове застосування

### Російсько-українська війна
Під час відбиття великої московитської навали у 2022 році поблизу населеного пункту Димер на Київщині спецпризначенці ГУР МО України знищили колону Росгвардії. Залишені окупантами в розбитих машинах документи 748 окремого батальйону оперативного призначення Росгвардії (в/ч 6912, м. Хабаровськ) серед яких був атестат з переліком наявної в підрозділі зброї. В переліку було названо, зокрема, підствольні гранатомети ГП-25 (6Г15).

## Країни-оператори
- : Збройні сили Литви[2]
- Північна Корея[3]
- Росія[4]
- Україна[4]